# Water Makes Money
Water Makes Money je francouzsko-německý dokumentární film od Leslie Frankeho a Herdolora Lorenze z roku 2010. Kritizuje model Partnerství veřejného a soukromého sektoru (PPP) v oblasti vodárenství. V Česku byl uveden[kde?][kdy?] pod festivalovým názvem Voda vydělává, aneb jak soukromé korporace bohatnou na vodě.

## Děj
Autoři a odpůrci PPP poskytují důkazy, že partnerství soukromého a veřejného sektoru ve vodárenství zvyšují spotřebitelské ceny a snižují kvalitu dodávek vody .
V centru kritiky jsou francouzské vodárenské společnosti GDF Suez a Compagnie Générale des Eaux (dnes Veolia Environnement). Ekonomické důsledky privatizací v oblasti vodního hospodářství jsou ukázány na příkladech především z Francie a částečně z Německa. Filmaři opakovaně obviňují neprůhledné dohody o financování mezi obcemi a soukromými poskytovateli. Film také kritizuje rostoucí ceny vody s menší údržbou. Údajné výnosy obcí z přídělu (tzv. vstupné či vstupní poplatek) se ukazují jako půjčky místním politiků od dodavatelů, kteří náklady s půjčkami spojené, dle dohody, připočítají k cenám vody spotřebitelům.
V filmu jsou zpracovány následující témata:
- Spor o pojmy Public Private Partnership = privatizace ?,
- prokázaná korupce a soudní odsouzení místních politiků a manažerů Veolie ve Francii,
- tzv. vstupní poplatek, platba od soukromého smluvního partnera PPP obci na počátku trvání smlouvy o PPP,
- zvýšení cen ,
- kvalita údržby potrubní sítě a další infrastruktury v oblasti zásobování vodou a likvidace vody,
- vývoj kvality vody ,
- vliv využívání vodních zdrojů na životní prostředí,
- finanční rizika pro obce,
- konflikt mezi (krátkodobou) ziskovou orientací soukromého sektoru a dlouhodobým udržitelným zabezpečením dodávek a kvality pitné vody,
- výrazně omezená informační práva a možnosti ovlivňovat hospodaření s vodou pro občany a jejich volené zástupce po dobu trvání smluv o PPP,
- ztráta technického know-how v obcích,
- osobní vazby a profesní změny vedoucích pracovníků mezi posty ve státních institucích a soukromých PPP společnostech,
- Financování kateder na univerzitách ve Francii a Německu soukromými PPP společnostmi,
- remunicipalizace ,
- Kritika Světového fóra o vodě a Světové rady pro vodu, think tanku pro ovlivňování budoucího rozvoje zásobování vodou a
- Petice občanů a referenda o zveřejnění obsahu smlouvy PPP .

Jednotlivé obce zastupují různé subjekty: Paříž, Bordeaux, Grenoble, Brest, Montpellier, Braunschweig, Berlín a Brusel . Turecká státní vláda vysvětluje svou legislativu PPP. Paříž, Stuttgart, Nairobi a Uruguay slouží jako příklady rekomunalizace.
Na příkladu Stadtwerke München vysvětluje mnichovský starosta Christian Ude, proč z jeho pohledu PPP pouze krátkodobě navyšují majetek obce, ale z dlouhodobého hlediska jsou pro dotčené obce a jejich občany nevýhodné. Film na základě mnichovského modelu propagace ekologického zemědělství mnichovským podnikem veřejných služeb v pramenných tocích mnichovské vody ukazuje, jak vysokou kvalitu vody lze udržet na komunální úrovni.
Film také osvětluje profesní osud Jeana-Luca Toulyho, bývalého výkonného zaměstnance a člena podnikové rady Veolie. Poté, co zveřejnil, jak vznikají vysoké ceny Veolie, dostal výpověď.  V roce 2010, po čtvrtstoletí PPP s Veolia a GDF-Suez, Paříž vrátila své zásobování vodou do správy města jako Eau de Paris .
V dokumentu Water Makes Money vystupují následující lidé:
- Jean Luc Touly

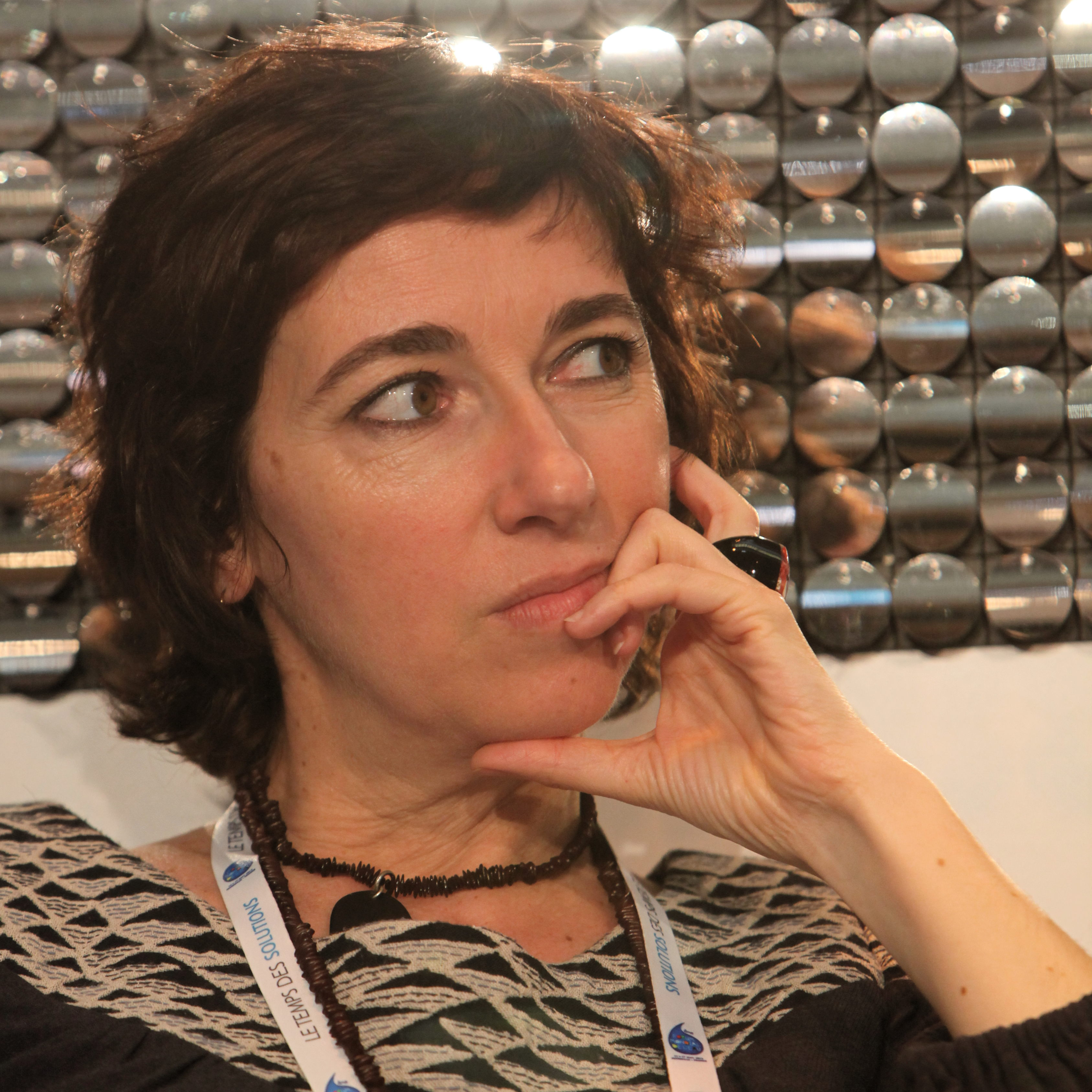
Anne le Stratová, místostarostka Paříže

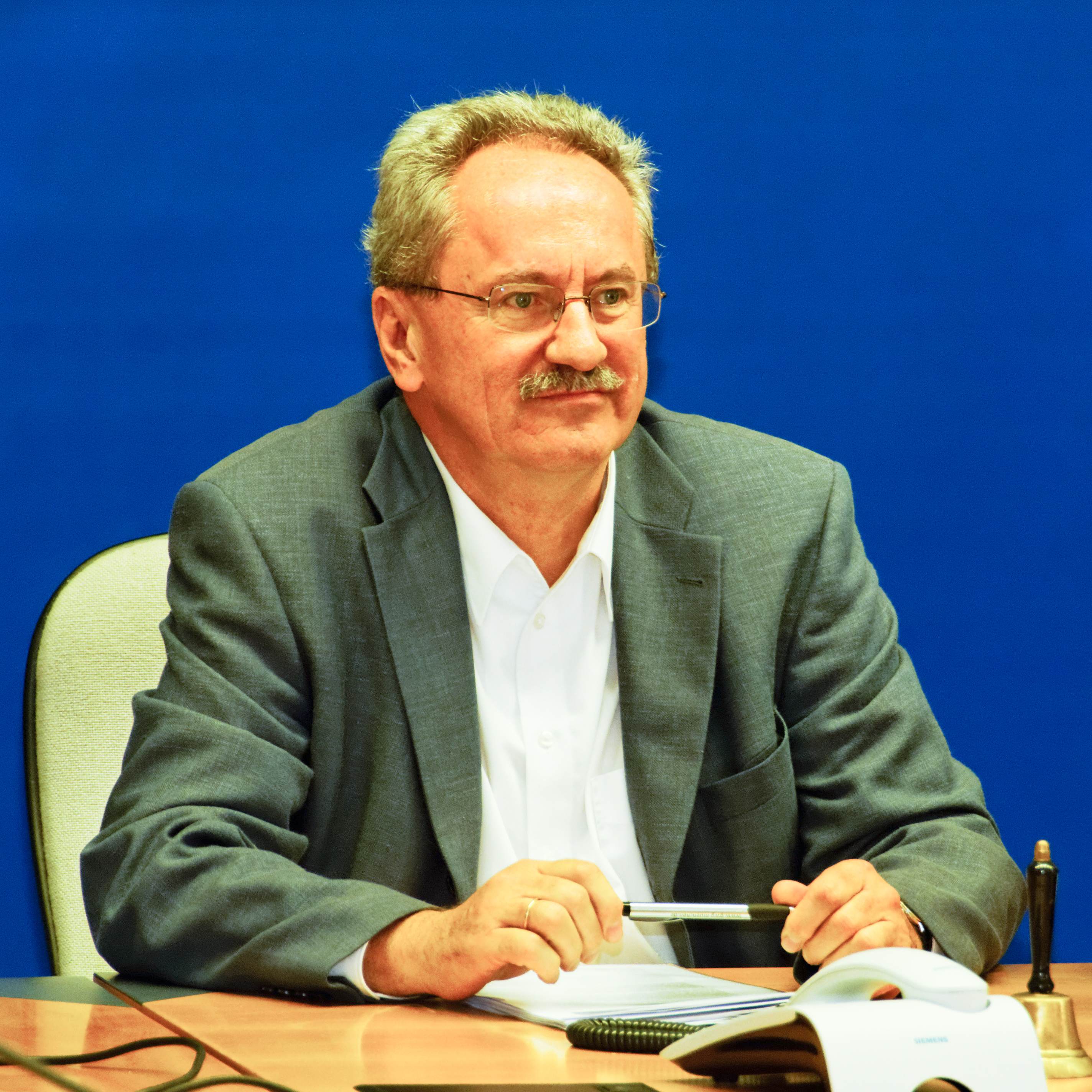
Christian Ude, starosta Mnichova, předseda Svazu měst do roku 2009

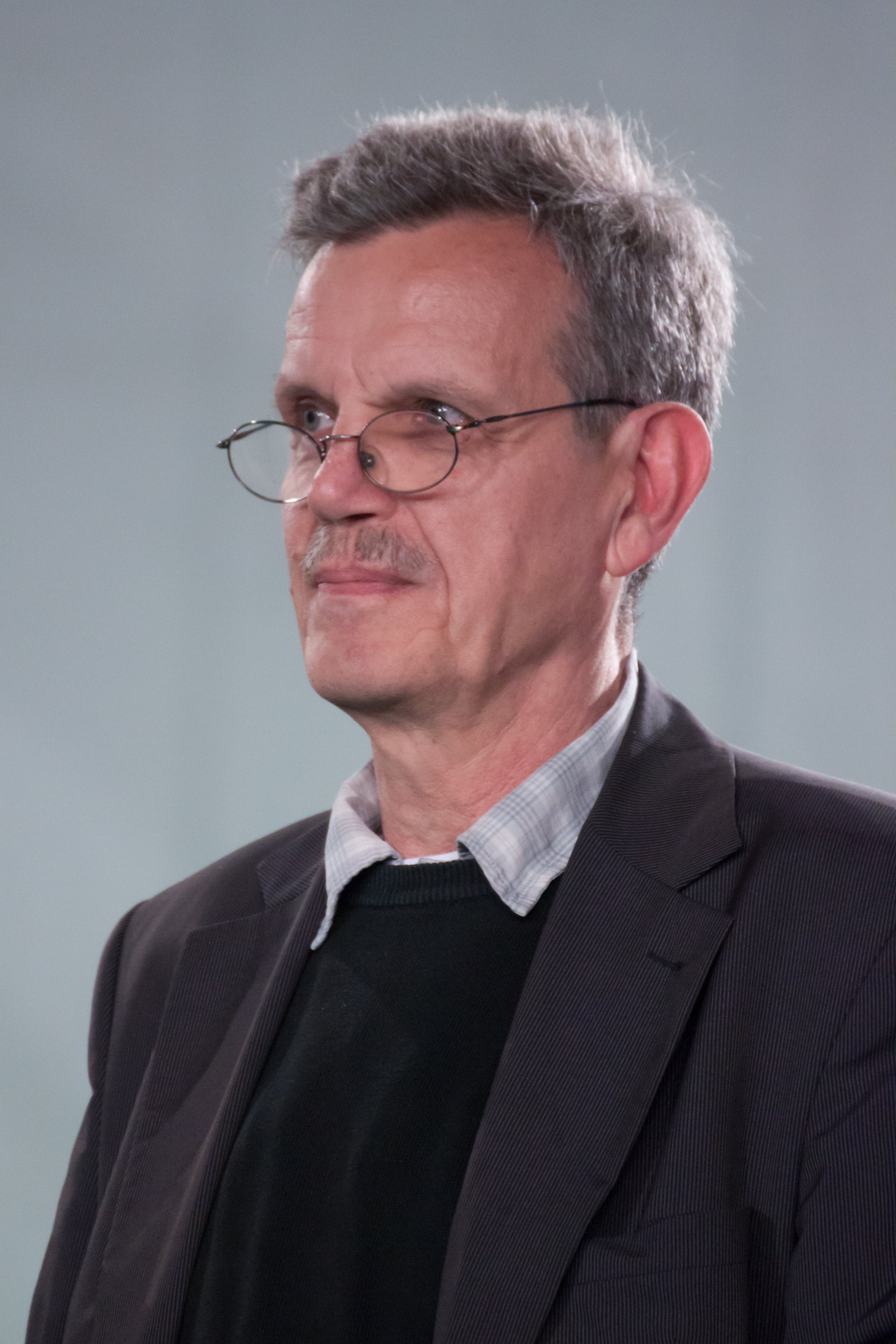
Raymond Avrillier, francouzský politik a bývalý místostarosta Grenoblu

- André Santini, předseda vodního úřadu, Ile de France, prezident povodí Seiny-Normandie, starosta Issy-les-Moulineaux, státní tajemník na ministerstvu veřejné služby
- Philippe Kaltenbach, starosta města Clamart
- Raymond Avrillier, bývalý místostarosta Grenoblu
- Francois Carlier, UFC Que Choisir (franc. spotřebitelská organizace)
- Patrick du Fau de Lamothe, autorizovaný účetní
- Hélène Valade, ředitelka trvale udržitelného rozvoje společnosti SUEZ
- Anne Bouzinac, předsedkyně EAU Secours 31, občanské iniciativy proti privatizaci vody
- Nicolas Tissot, náměstek primátora Toulouse
- Dr Gerd Hoffmann, primátor Braunschweigu
- Peter Rosenbaum, radní a zástupce občanské iniciativy „Bürger Braunschweig“
- Anne le Strat, náměstkyně primátora, Paříž
- Manon Zakeossian, vedoucí oddělení ochrany zdrojů v Eau de Paris
- Gérard Chausset, viceprezident městského svazu Bordeaux
- Profesor Philippe Valette, University of Toulouse II, specialita „Garonne“
- André Ollivro, prezident "Halte aux Marées Vertes", ex. Prezident Cergy-Pontoise Water Board
- Michel Merceron, ex. Ifremer Researcher (Francouzský institut pro výzkum a průzkum moří), viceprezident Que Choisir Bretagne, manažer Brest Waterworks, Veolia
- Maxim Paul, místostarosta města Brest, odpovědný za zásobování vodou
- Marc Laimé, vodní novinář, konzultant
- Olivier Cuzon, občanská iniciativa pro remunicipalizaci vody „Eau publique á Brest“
- Julien Pondaven, environmentální síť Cohérence Est
- Christian Ude, primátor Mnichova, předseda městského sdružení do roku 2009
- Rainer List, vedoucí zásobování vodou ve Stadtwerke München
- André Leducq, turistický průvodce
- Evelyn Huytebroeck, ministr životního prostředí (Brusel město a region)
- Arnaud Pinxteren, poslanec městského parlamentu v Bruselu
- Martin Pigeon, Lobby Specialist, Corporate Europe Observatory
- Nathalie Gaudier Medeiros, radní, Montpellier
- Jean Louis Couture, ex. Koordinátor evropsko-středomořského regionálního programu pro vodní hospodářství
- Philippe Machetel, vedoucí oddělení výzkumu, CNRS, Uni Montpellier 2, starosta Saint-Guilhem Le Désert
- Severine Tessier, antikorupční výbor Anticor
- Danielle Mitterrand, prezidentka France Libertés Foundation
- Loic Fauchon, předseda Světové rady pro vodu, Veolia
- Maude Barlow, nositelka alternativní Nobelovy ceny „Right Livelihood Award“ 2005, předsedkyně nevládní organizace „Council of Canadas“
- Wenonah Hauter, Food and Water Watch, USA
- Adriana Marquisio, prezidentka Uruguayské unie pro vodu a hygienu
- Veysel Eroglu, turecký ministr životního prostředí
- Hasan Z.Sarikaya, státní tajemník, turecké ministerstvo životního prostředí
- Wangui Mbati, právník, člen lidového parlamentu, Keňa

### Kritika
Berliner Zeitung kritizuje nedostatek novinářského odstupu a věří, že žaloba ve Francii proti Jean-Lucu Toulymu by byla v Německu propagována sloganem „Podívejte se na film, dokud nebude zakázaný“, aby získal více diváků, ačkoli Veolia nemá žádný krok, aby to zakázala. „Každá scéna se společnými hrdiny je doprovázena harmonicky se vlnícími zvuky.
Skupina Veolia v současné době ve Francii podává žalobu na Toulyho, jednoho z aktérů filmu, protože obvinil Veolii z mafiánského a korupčního chování. Pokus skupiny zahájit proces proti německým producentům a režisérům selhal kvůli německým úřadům a německé dceřiné společnosti skupiny.
"Nedostatek novinářského odstupu" vnímaný Berliner Zeitung je spojen s mnoha "klienty", kteří film společně financovali.

### Pozitivní ohlasy
Film je chválem především za rozsáhlý výzkum ze strany tvůrců. Thomas Pany na Telepolis píše: „Tvůrci dokumentárních filmů Franke a Lorenz dali dohromady působivou sbírku materiálu. Jejich závěr: privatizace vody má stejný smysl jako sociální škrty: vůbec žádný.
Voda vydělává, aneb jak soukromé korporace bohatnou na vodě (Water Makes Money) bylo také chváleno za to, že nejen kritizuje problémy, ale také ukazuje alternativní postupy a motivuje občany k aktivnímu zapojení: "Water Makes Money zaručuje nejen napínavý večer v kině. Vzhledem k tomu, že v následujících letech vyprší tisíce koncesních smluv mezi městy a soukromými energetickými společnostmi, může film pobídnout místní aktéry a motivovat je k návratu energetické a vodní infrastruktury do komunálního vlastnictví a demokratizaci, a to i prostřednictvím občanských referend."

### Soudní řízení
Dne 14. února 2013 začal proces společnosti Veolia proti francouzskému distribučnímu společníkovi La Mare aux Canards a bývalému zaměstnanci Veolie Jean-Lucu Toulymu. Dříve došlo k žalobě Veolie proti režisérům Herdoloru Lorenzovi a Leslie Frankeovi. 
Soud vyhodnotil žaloby Veolie.

## Pozadí

### Představení
Premiéra v kinech byla 23. září 2010. Francouzsko-německá televize ARTE odvysílala film 22. dubna. března 2011 poprvé v televizi. Popřela fámy, že šéf energetické společnosti GDF Suez volal ARTE, aby zabránil vysílání, s tím, že pravděpodobně došlo k záměně, protože Suez žaluje ARTE v jiné věci z roku 2008. Od září 2010 se uskutečnilo více než 500 (kino) představení: v Německu, Rakousku, Švýcarsku, Francii, Španělsku, Itálii, Kanadě, USA, Brazílii a mnoha dalších.

### Autoři filmu
Předchozí filmové projekty obou autorů, které se kriticky zabývají privatizací, jsou Bahn unterm Hammer a Wasser unterm Hammer. Oba autoři pravidelně natáčejí takzvané "angažované dokumentární filmy pod heslem: pro ty, kterých se to týká".

### Financování
Společnost Kernfilm produkovala a vyrobila Water Makes Money s podporou mnoha organizací (včetně ver.di, attac, BUND, Robin Wood, Naturfreunde), iniciativy a jednotlivci založené na principu crowdfundingu.